# Alfatar (obchtina)
Alfatar (bulgare : Алфатар) est une obchtina de l'oblast de Silistra en Bulgarie.